# SN 2008bg
SN 2008bg – supernowa typu Ia odkryta 5 marca 2008 roku w galaktyce A125111+2617. W momencie odkrycia miała maksymalną jasność 18,70m.